# ‘Aoa
‘Aoa är en ort i Amerikanska Samoa (USA).   Den ligger i distriktet Östra distriktet, i den västra delen av landet, 13 kilometer öster om huvudstaden Pago Pago. ‘Aoa ligger 115 meter över havet och antalet invånare är 466. Den ligger på ön Tutuila Island.
Terrängen runt ‘Aoa är platt åt sydost, men västerut är den kuperad. Havet är nära ‘Aoa österut.  Närmaste större samhälle är Pago Pago, 12,8 kilometer väster om ‘Aoa. 